# Ibn Tahir al-Baghdadi
Pour les articles homonymes, voir Al-Baghdadi.
Abū Mansūr 'Abd al-Qāhir ibn Tāhir ibn Muhammad ibn 'Abdallāh al-Tamīmī al-Shāfi'ī al-Baghdādī (Arabe:أبو منصور عبدالقاهر ابن طاهر بن محمد بن عبدالله التميمي الشافعي البغدادي) était un mathématicien arabe (v. 960 - 1037), un juriste Shâfi'ite, un théologien Ash'arite et un spécialiste des Usūl al-Dīn originaire de Bagdad en Irak, connu pour son traité al-Takmila fi-l-Hisab. On y trouve des avancées dans le domaine de la théorie des nombres ainsi que des commentaires sur les œuvres du mathématicien al-Khawārizmī. C'est aussi un historien de la religion, grâce à qui l'on connaît mieux les divers courants de l'islam.

## Biographie
Ibn Tāhir al-Baghdādī naquit, comme son nom l'indique (al-Baghdādī) à Bagdad, en Irak, vers l'année 960, au sein d'une famille fortunée. De son nom complet, nous pouvons déduire certains éléments biographiques, outre qu'il était bagdadi : l'appellation "al-Tamīmī" signifie vraisemblablement son rattachement (réel ou pour des raisons pratiques) à la tribu de Banū Tamīm, originaire d'Arabie Saoudite, et l'appellation "al-Shāfi'ī" qu'il appartient à l'école de jurisprudence musulmane dite "Shâfi'ite".
Avec son père, il quitta Bagdad pour Nishapour, dans le Nord-Est de l'Iran. Là, il mena une vie partagée entre l'enseignement et la recherche. Mais l'instabilité de la région et les révoltes qui en résultaient l'amenèrent à s'installer à Asfarayin, toujours en Iran. L'influence de la secte karramite a pu aussi jouer un rôle. Tout comme à Nishapour, il continua à dispenser son enseignement et de manière gratuite, grâce à sa richesse personnelle le mettant à l'abri du besoin. Il mourut en 1037.
En 370 AH (981), il a eu une polémique avec Ibrâhîm ibn Muhâjir, théologien de la secte des karramites, qui étaient influents dans la province du Khorasan,.
Il fut disciple du théologien Abu Ishaq Al-Isfarāyīnīdont il a pris la succession comme enseignant en 1027. Il a eu pour élève Abû al-Qâsim al-Qushairi.

## Théories mathématiques
Ses œuvres traitent essentiellement de questions religieuses, puisque certains de ses cours avaient lieu dans des mosquées, mais c'est surtout pour ses travaux mathématiques que Ibn Tāhir passe à la postérité. Ceux-ci sont concentrés au sein de deux livres, mais c'est principalement le traité intitulé al-Takmila fi-l-Hisab qui a retenu l'attention en raison des avancées qu'il inclut.

### Comparatif des systèmes de numération
Dans le al-Takmila fi-l-Hisab, Ibn Tāhir al-Baghdādī tente de comparer les différents systèmes arithmétiques qui dérivent de différentes méthodes de comptage (le calcul digital, le système sexagésimal, et la numération indienne). Il aborde aussi l'arithmétique des nombres irrationnels et l'arithmétique appliquée aux échanges commerciaux. Mais c'est clairement la numération indienne qui bénéficie de la préférence de Ibn Tāhir.

### Apports dans la connaissance de l'œuvre d'al-Khawārizmī
Néanmoins, l'intérêt du al-Takmila fi-l-Hisab réside dans la citation et le commentaire que fait Ibn Tāhir de travaux d'al-Khawārizmī, lesquels ne sont connus que par son biais. On y découvre qu'al-Khawārizmī traite, plus que de la numération indienne, des méthodes de calcul digital. Ce travail d'al-Khawārizmī ouvre la voix à la querelle des abacistes contre les algoristes, les uns étant favorables à un comptage à l'aide d'un outil appelé abaque et relativement compliqué, les autres lui préférant la numération positionnelle.

### Avancées dans la théorie des nombres
Ibn Tāhir définit dans son traité les nombres abondants, les nombres déficients, les nombres parfaits et les nombres équivalents (il semble être le premier à s'intéresser à ces derniers). Il innove en avançant que le premier nombre abondant impair (et primitif) est le 945, résultat attribué au mathématicien français du XVIIe siècle, Claude-Gaspard Bachet de Méziriac. Il réfute également certaines erreurs de Nicomaque de Gerasa, et qui furent admises comme vérités par les mathématiciens européens jusqu'au XVIe siècle.

## Doctrine religieuse

### Fiqh chaféite
Al-Baghdadi a écrit pour défendre la doctrine de l'école chaféite, contre le hanafisme et le hanbalisme. 
Il soutenait que la Sunna ne peut pas abroger le Coran.

### Théologie
Il a contribué à la diffusion de l'acharisme dans le Khorasan. 
Il a dû adapter son enseignement de la doctrine d'al-Ach'ari pour se démarquer de celle d'Ibn Karram. Les Karramites défendaient une lecture littéraliste du Coran et des versets ambigus à caractère anthropomorphique. Alors qu'al-Ach'ari rejetait l'anthropomorphisme, tout en s'interdisant de s'aventurer à proposer des interprétations de ces versets, al-Baghdadi devait adopter un langage allégorique pour décrire les attributs divins.
Dans les Usul al-Din, il expose les principes de la théologie acharite. Ce livre est une mine d'informations sur la doctrine de ses prédécesseurs. Il a le souci d'exposer aussi les arguments des adversaires. En revanche, il est difficile d'y apercevoir les opinions d'al-Baghdadi.
Dans Farq bayn al-firaq, il part d'une tradition attribuée au prophète Muhammad qui annonce que l'islam se divisera en 72 sectes, et une seule qui sera sauvée. Le but de l'ouvrage est d'identifier ces sectes et de démontrer que la meilleure d'entre toutes est l'acharisme. Baghdadi y fait preuve de moins d'objectivité que dans les Usul, et même d'agressivité, de sorte que ce texte est une source d'information moins fiable.

## Œuvres
- Usul ad-Din (ar), où il énumère les quinze fondements de la religion, qui correspondent aux grandes questions du kalâm.
- Farq Bayna al Firâq (en) : sur les différentes sectes musulmanes. Texte disponible sur Wikisource en arabe.
- al-Takmila fi-l-Hisab : œuvre d'arithmétique dont Fakhr ad-din Ar-Razi dit grand bien[2].
- Kitab fi-l-Misaha: œuvre mineure sur les distances, les aires et les volumes.
- Kitab al-milal wa-al-nihal (« Le livre des croyances et des sectes »). Le chapitre 4 est disponible sur Wikisource en arabe.
- Al-nâsih wa al-mansûh.
- Tafsîr asmâ' Allâh al-husnâ.
- Ta'wîl al-mutashâbihât fî al-akhbâr wa al-âyât, sur les versets ambigus du Coran.
- Al 'asma' wa al-ṣifât, sur les noms et les attributs divins. Publié en 2020.
- Ketāb al-īżāḥ ʿan oṣūl ṣenāʿat al-massāḥ (géométrie).

## Sources
- Biographie de l'Imâm Abul Mansur Ibn Tahir Al Baghdadi
- (en) John J. O'Connor et Edmund F. Robertson, « Abu Mansur ibn Tahir Al-Baghdadi », sur MacTutor, université de St Andrews.
- A. S. Saidan, «Al-Baghdadi»,  Complete Dictionary of Scientific Biography, Charles Scribner's Sons,  2008
- Oliver Leaman, «al-Baghdadi», The Biographical Encyclopedia of Islamic Philosophy, Bloomsbury Publishing, 2015 p. 45

1. 1 2 3 4 5 6 7 8  (en-US) Joseph van Ess, « BAḠDĀDĪ, ʿABD-AL-QĀHER », sur iranicaonline.org, 1988 (consulté le 11 juillet 2022)
2. 1 2 3 4 5  ʻAbd al-Raḥmān Badawī, Histoire de la philosophie en Islam, J. Vrin, 1972 (lire en ligne), p. 340
3. ↑  A. Badawi 1972, p. 343.
4. ↑  A. Badawi 1972, p. 344-346.
5. ↑  A. Badawi 1972, p. 346.